# Bulbophyllum gomesii
Bulbophyllum gomesii é uma espécie de orquídea (família Orchidaceae) pertencente ao gênero Bulbophyllum. Foi descrita por Claudio Nicoletti de Fraga em 1999.